# William Peacock
William Peacock (* 6. Dezember 1891 in Poplar, London; † 14. Dezember 1948 in Sawtry, Huntingdonshire) war ein britischer Wasserballspieler.
Bei den Olympischen Spielen 1920 nahm er mit der britischen Nationalmannschaft teil und gewann zusammen mit Charles Sydney Smith, Paul Radmilovic, Charles Bugbee, Noel Purcell, Christopher Jones und William Dean gegen Belgien 3:2 und gewann die Goldmedaille.
Peacock nahm auch an den Olympischen Spielen 1912 und 1924 teil, wurde aber als Reservist im Turnier nicht eingesetzt.

## Weblink
- William Peacock in der Datenbank von Olympedia.org (englisch)

| Personendaten    | Personendaten                |
| ---------------- | ---------------------------- |
| NAME             | Peacock, William             |
| KURZBESCHREIBUNG | britischer Wasserballspieler |
| GEBURTSDATUM     | 6. Dezember 1891             |
| GEBURTSORT       | Poplar (London)              |
| STERBEDATUM      | 14. Dezember 1948            |
| STERBEORT        | Sawtry, Huntingdonshire      |